# (23549) Эпикл
(23549) Эпикл (лат. Epicles) — типичный троянский астероид Юпитера, движущийся в точке Лагранжа L5, в 60° позади планеты. Астероид был открыт 9 марта 1994 года бельгийским астрономом Эриком Эльстом в исследовательском центре CERGA и назван в честь одного из защитников Трои.

Орбита астероида Эпикл и его положение в Солнечной системе